# Leptochiton compostellanum
Leptochiton compostellanum is een keverslakkensoort uit de familie van de Leptochitonidae. De wetenschappelijke naam van de soort is voor het eerst geldig gepubliceerd in 1999 door Carmona Zalvide & Urgorri.